# African Flashback
Albums de Aldo Romano, Louis Sclavis, Henri Texier et Guy Le Querrec
Suite africaine
(1999)
African Flashback est un album de jazz français du trio Aldo Romano, Louis Sclavis, Henri Texier et du photographe Guy Le Querrec paru le 10 novembre 2005 sur le Label Bleu. Faisant suite à Carnet de routes, paru en 1995 – et devenu un album majeur de l'histoire du jazz français –, et à Suite africaine datant de 1999, ce troisième opus constitue, comme son titre l'indique, un rappel et une extension du projet musical mis en place par le « quatuor » plus de dix ans auparavant.

## Historique
À la suite de l'énorme succès de l'album-concept Carnet de routes paru en 1995 – qui est devenu l'un des plus gros succès du jazz français, voire européen, avec plus de 70 000 exemplaires vendus, –, puis la confirmation de Suite africaine en 1999 qui rencontre également un important succès auprès du public avec la vente de 60 000 exemplaires, le trio Romano-Sclavis-Texier, accompagné du photographe Guy Le Querrec, décide non pas cette fois-ci de repartir sur les routes africaines, mais d'explorer les clichés inédits de Le Querrec afin de composer de nouveaux morceaux et d'éditer un nouveau livret accompagnant le disque,. Ce travail, qui doit « clore le triptyque » commencé quinze ans auparavant, est à l'initiative de Pierre Walfisz, devenu le directeur de Label Bleu. Ce dernier demande à Le Querrec de réaliser une sélection de deux cents clichés en noir et blanc couvrant tout son travail en Afrique débuté en 1968 au Maroc jusqu'à son voyage de 1998 chez les Lobis en Afrique de l'Ouest,. Les photos ont ensuite été soumises aux trois musiciens qui choisirent chacun quatre images qu'ils considérèrent les plus évocatrices et propices à leurs compositions. 
L'album est enregistré du 18 au 21 avril 2005 dans le studio Gil-Evans de la Maison de la culture d'Amiens sous la direction technique de Philippe Tessier du Cros ; le mixage et le mastering sont réalisés par Philippe Tessier du Cros et Raphaël Jonin respectivement au studio Boxson et à Dyam à Paris,. Le disque paraît le 10 novembre 2005 sur le Label Bleu. Cette fois encore, le disque est accompagné – dans son édition limitée de luxe réalisée en collaboration avec l'agence Magnum – d'un livret d'une centaine de pages découpé en treize séquences constitué d'une sélection de photos que Guy Le Querrec a prises au cours de ses trente ans de voyage en Afrique,. La parution de l'album est précédée la veille, 9 novembre, d'un concert du trio à La Cigale, retransmis en direct par la radio FIP,.
Le disque est réédité à l'occasion de sa sortie en version numérique le 24 juin 2013.

## Liste des titres de l'album
| No  | Titre               | Auteur        | Durée |
| --- | ------------------- | ------------- | ----- |
| 1.  | Berbère             | Henri Texier  | 4:39  |
| 2.  | Derrière le sable   | Aldo Romano   | 3:51  |
| 3.  | Harvest             | Aldo Romano   | 2:26  |
| 4.  | Entre chien et loup | Aldo Romano   | 2:33  |
| 5.  | Three Children      | Louis Sclavis | 4:02  |
| 6.  | African Panther 69  | Henri Texier  | 2:21  |
| 7.  | Surreal Politik     | Henri Texier  | 5:39  |
| 8.  | Viso di donna       | Aldo Romano   | 3:39  |
| 9.  | Fô lion             | Henri Texier  | 5:20  |
| 10. | Le Long du temps    | Louis Sclavis | 4:24  |
| 11. | 55 Wheels           | Louis Sclavis | 4:36  |
| 12. | Look the Lobis      | Aldo Romano   | 4:32  |
| 13. | Dieu n'existe pas   | Louis Sclavis | 4:13  |

## Composition du «quartet»
- Aldo Romano : batterie, guitare (sur Viso di donna)
- Louis Sclavis : saxophone soprano et clarinette basse
- Henri Texier : contrebasse
- Guy Le Querrec : appareils photo Leica M6 et Leica R6

## Accueil critique
À sa parution, Télérama accorde à l'album la note maximale de ƒƒƒƒ alors que pour Citizen Jazz, il s'agit d'un « grand disque, [de] grandes images, [de] grands hommes ». Pour Bernard Quiriny de Chronic'art – qui lui accorde la note de 5⁄5 –, le disque est une « succession surprenante, parfois inattendue et immanquablement fascinante d’instants d’évocation, parfois joyeux et enjoués, le plus souvent doucement mélancoliques et crépusculaires », le critique soulignant tout particulièrement la force de certaines photos de Guy Le Querrec présentées dans le livret.
À l'international, le quotidien britannique The Guardian réserve un accueil particulièrement chaleureux au disque qualifié dans son ensemble de « délicieux » tandis que le magazine culturel canadien anglophone Exclaim! le « recommande vivement » en considérant qu'en la matière le trio Romano-Sclavis-Texier est constitué « d'hommes qui sont maîtres de leur art ».